# Platyparea discoidea
Platyparea discoidea är en tvåvingeart som först beskrevs av Fabricius 1787.  Platyparea discoidea ingår i släktet Platyparea och familjen borrflugor. Arten är reproducerande i Sverige. Inga underarter finns listade i Catalogue of Life.